# Фердинанд Леополд фон Херберщайн
Фердинанд Леополд фон Херберщайн (на немски: Ferdinand Leopold Graf von Herberstein; * 4 декември 1695; † 25 юни 1744, Карлсбад) е австрийски граф от знатната фамилия фон Херберщайн от Щирия, държавник, таен съветник, губернатор на Долна Австрия, дипломат, 1734 г. министър, рицар на Ордена на златното руно.

## Живот
Той е син на граф Венцел Еберхард фон Херберщайн (* 1671; † 26 октомври 1729) и първата му съпруга Мария Йозефина фон Глобиц († 1709). Баща му се жени втори път през 1711 г. за графиня Ернестина Катарина де Ланой († 19 декември 1755). Внук е на граф Фердинанд Ернст фон Херберщайн († 1691) и Юлиана Елизабет фон Щархемберг (1627 – 1699)
Фамилията фон Херберщайн се нарича на техния дворец Херберщайн, през 1537 г. е издигната на имперски фрайхерен, през 1644 г. на австрийски наследствени графове и през 1710 г. на имперски граф.
Фердинанд Леополд е от 1731 до 1736 г. пратеник на Хабсбургите в шведския двор. Император Карл VI поставя Фердинанд Леополд като съветник в Долна Австрия (1742 – 1744) и през май 1734 г. като министър в шведския двор. През лятото 1737 г. той е извикан обратно и става 1738 г. главен дворцов майстер на ерцхерцогиня Мария Терезия, тогава велика херцогиня на Тоскана. Той печели пълното доверие на Мария Терезия, която като императрица го издига на таен съветник и го приема в Ордена на златното руно. Той е неин най-близък съветник.
Фердинанд умира на 25 юни 1744 г. само на 49 години в Карлсбад.

## Фамилия
Фердинанд Леополд фон Херберщайн се жени на 15 януари 1721 г. във Виена за фрайин Мария Анна Маргарета фон Улм цу Ербах (* 25 януари 1700; † 17 ноември 1762, Виена), дъщеря на Йохан Лудвиг Константин фон Улм, фрайхер на Ербах († 1719), и Мария Маргарета Шенк фон Щауфенберг (1656 – 1698). Те имат четири сина и три дъщери:
- Антон Йохан Непомук (1725 – 1774), от 1769 г. княжески епископ на Триест
- Ернст Леополд (1731 – 1788), от 1785 г. първият епископ на Линц
- Карл Венцел (1729 – 1798), от 1793 г. пратеник на Малтийския орден в императорския двор и фелдмаршал-лейтенант
- Йозеф Йохан Непомук (* 1725; † 14 декември 1809), женен за Мария Филипина фон Молтке (* 23 януари 1732), дъщеря на генерал-фелдмаршал фрайхер Филип Лудвиг фон Молтке († 26 юли 1780)
- Мария Анна фон Херберщайн (* 29 март 1723, Виена; † 7 февруари 1815, Виена), омъжена на 16 февруари 1744 г. в Прага, Бохемия, за граф Франц Норберт фон Траутмансдорф (* 11 август 1705, Прага; † 18 юни 1786, Бишофщайниц), 1765 г. рицар на Ордена на златното руно, 1. имперски княз на Траутмансдорф-Вайнсберг
- Мария Йозефина, манастирска дама в „Ст. Пьолтен“
- Мария Улрика, манастирска дама